# 玉田玉山
玉田玉山（たまだぎょくざん、1990年2月8日 - ）は日本の講談師。講談師四代目玉田 玉秀斎に弟子入りし4年、2022年12月25日に年季明けとなる。

## 来歴
京都産業大学出身。京都で劇団を旗揚げしたのち、無職を経て講談師・玉田玉秀斎に入門。「玉田玉山」の名で講談師に。 私小説風の新作講談「玉田玉山物語」を500本製作、また、ゲンロン戦記やゲンロン沼講談、水曜どうでしょう講談、政治家スーパースター列伝など、講談と「熱量が高いがニッチな沼」とのかけ合わせも精力的に行う。また講談の世界では珍しく、「笑い」を肝とする講談に定評がある。
- 「水曜どうでしょう」に救われた経験から、「水曜どうでしょう講談」をつくりはじめ、そのどれもが同番組のディレクターである藤村忠寿氏・嬉野雅道氏に爆笑とともに絶賛され、共にイベントを行うことも多い。
- 嬉野雅道氏のディレクションにより、常に初めて見た体で語られる水曜どうでしょう講談のレパートリーは日々増えている。2024年2月までの演目は下記の通り

「アラスカの氷河」「だるま屋ウィーリー事件」「ヨーロッパリベンジ第二夜～第三夜」「クリスマスパーティ」「サイコロ1」「西表のロビンソン」「湯村温泉」「ずんだを吸いこむ大食いタレント」「鈴木宗男の旅番組」「試験に出る滋賀県」「どうでしょうと鬱」「東京ウォーカー」「懐かしの鎌倉殿」「リベンジ・ジャングル・リベンジ」「水曜どうでしょう講談の誕生と発展」「四国の呪い」「インキー事件」「闘痔」「平成二年の二月の八日」「御存知・大泉洋・優勝」
- 同ディレクター陣との出会いは2016年に行われたパフォーマンストークショー「よろしくご笑覧ください」にて。当時は「丸山交通公園[8]」名で、漫談を行っていた。[9]現在は、神奈川県に実在するどうで荘にて居候生活を行っている。[10]
- 阪神タイガースが勝った日にはその日のうちにその試合のあらましを講談化する試みを5月から始めたところ、2023年38年ぶりに阪神タイガースが日本一となる。[11]
- 好きな演目「三好清海入道」「明智左馬之助湖水渡り」[12]

## 活動
＊明智左馬之助　湖水渡り・光秀の丹波攻め／谷四座　連続15分講談会／古典特集2021/1/5 
＊グスタフ三世の人体実験　新弟子　ホイホイ！ Vol 002／上方講談一座2021/2/2
＊核シェルター　講談百文字／上方講談一座2021/3/9
＊君は死にたいのか　作・講談　玉田玉山／講談百文字／上方講談一座2021/3/18
＊お絵描き大好き【講談・座談会】講談令和元年組04／旭堂南也　旭堂南喜　玉田玉山2021/7/30
＊ビッグイシュー講談会 2020/6/29～16回から参加定期開催 

## 公演 ・イベント
| 開催日         | 題名 | 会場                                                      |      |
| -------------- | --- | --------------------------------------------------------- | ---- |
| 2022/12/27(火) | 藤村・嬉野と年忘れ！「どうで荘」大忘年会 in 大阪玉山、飛び入りで自らが初めて見たどうでしょうを講談で語る「どうでしょう講談」初披露                                           | 梅田Lateral(大阪府）                                      |      |
| 2023/1/8(日)   | どうで荘の大新年会 in 東京嬉野Dのディレクションにより、全ての演目を「初めて見た体」で語るという「どうでしょう講談」におけるスタンスが確立                                    | 古石場文化センター 第１和室 (東京都)                      |      |
| 2023/3/19(日)  | 水曜どうでしょうD陣・藤やんうれしーの「腹を割って話すナイト」in 東京ミニコーナーとして「どうでしょう講談」が登場                                                             | 森下文化センター 多目的ホール (東京都)                    |      |
| 2023/5/7(日)   | 藤やんうれしー×佐藤麻美！水曜どうでしょう講談も公開収録SPイベント！自身初の音源化を、公開収録                                                                                | 八木橋百貨店 カトレアホール (埼玉県)                      |      |
| 2023/6/3(土)   | 講談師による「伝説の政治ネタ」〜講談「加藤の乱」〜政治・選挙大好き講談師の玉田玉山の原点ともいえる事件の講談化                                                               | 古石場文化センター 第１和室 (東京都)                      | 政治 |
| 2023/8/5(土)   | 【初の凱旋！】水曜どうでしょう講談が関西に！藤やんとうれしーと楽しむ会in兵庫西宮「どうでしょう」に出会ったテレビ局・サンテレビのお膝元でもある兵庫県での、水どう講談初披露   | 甲東ホール (兵庫県)                                       |      |
| 2023/11/18(土) | 玉田玉山「毎月どうでしょう講談します！」が初開催！〜東京で「新作」をネタおろしする定例演芸会23年11月場所〜【新作】のどうでしょう講談を【毎月】ネタおろしする演芸会がスタート | 古石場文化センター 第１和室 (東京都)                      |      |
| 2023/12/10(日) | 「水曜日のおじさんたち」藤やん・うれしー祭り2023！ | ところざわサクラタウン ジャパンパビリオンホールB (埼玉県) |      |
| 2023/12/16(土) | ☆水曜どうでしょう講談を藤村・嬉野と見る会。玉田玉山年季明け一周年凱旋スペシャル！☆                                                                                           | お笑いLIVE BAR 楽屋A(大阪府)                              |      |
| 2023/12/24(日) | 【クリスマスパーティーSP】玉田玉山「毎月どうでしょう講談します！」〜東京で「新作」をネタおろしする定例演芸会23年12月場所〜                                                   | 亀戸文化センター (東京都)                                 |      |
| 2024/1/12(金)  | 初笑いSP「毎月どうでしょう講談します！」〜東京で「新作」をネタおろしする定例演芸会24年1月場所〜                                                                              | 渋谷区総合文化センター大和田 (東京都)                     |      |
| 2024/2/18(日)  | 玉田玉山お誕生記念！優勝SPどうでしょう講談〜東京「新作」ネタおろし定例会24年2月場所〜                                                                                        | 古石場文化センター 第１和室 (東京都)                      |      |
| 2024/3/17(日)  | 初のリクエストスペシャル！玉田玉山どうでしょう講談〜東京「新作」ネタおろし定例会24年3月場所〜                                                                                | 古石場文化センター 第１和室 (東京都)                      |      |
| 2024/4/13(土)  | ついに青びょうたんSP！どうでしょう講談〜東京「新作」ネタおろし定例会24年4月場所〜                                                                                            | 古石場文化センター 第１和室 (東京都)                      |      |
| 2024/04/21(日) | 第150回志ん諒の会（玉田玉山 水曜どうでしょう講談 対決 千一亭志ん諒 水曜どうでしょう落語）                                                                                    | 千一亭 mhouse地下１階 (東京都)                            |      |
| 2024/5/3(金)   | GWだ！藤やんうれしー祭！最新作トークや水曜どうでしょう講談もSP！ | 八木橋百貨店 カトレアホール(埼玉県)                       |      |
| 2024/5/11(土)  | 5月は魔神SP！水曜どうでしょう講談〜東京「新作」ネタおろし定例会24年5月場所〜                                                                                                 | 渋谷区総合文化センター大和田 (東京都)                     |      |
| 2024/7/27(土)  | 講談師による｢伝説の政治ネタ｣ 講談｢加藤の乱｣＆畠山理仁氏との都知事選振り返りスペシャル                                                                                        | Naked Loft Yokohama (神奈川県)                            | 政治 |
| 2024/8/3（土） | どうでしょう講談8月は納涼SP〜東京「新作」ネタおろし定例会24年8月場所〜 | 下目黒住区センター (東京都)                               |      |
| 2024/10/14(月) | キャラバンロス講談！～「どうでしょう講談」東京ネタおろし定例会24年10月場所～                                                                                                 | PASAR BASE (神奈川県)                                     |      |
| 2024/11/11(月) | 怒涛の衆院選ふりかえりSP！引退、当選、落選した議員に贈る政治ネタ演芸会 第２弾！                                                                                              | Naked Loft Yokohama (神奈川県)                            | 政治 |
| 2024/11/17(日) | どうでしょう講談！祝！２年目突入SP〜東京「新作」ネタおろし定例会24年11月場所〜                                                                                               | 私立演芸場千一亭 (東京都)                                 |      |
| 2024/12/22(日) | 藤やんうれしー年忘れ！水曜どうでしょう講談も「集大成」祭！ | 深川江戸資料館 小劇場 (東京都)                            |      |
| 2024/12/28(土) | 『玉田玉山プライベート演芸場こけらおとし講談会』 | 第六南亭（仮） (神奈川県)                                 |      |
| 2025/1/12(日)  | 『玉田玉山プライベート演芸場 新春めでためでた新年会スペシャル！』 | 第六南亭（仮） (神奈川県)                                 |      |
| 2025/1/25(土)  | 「水曜どうでしょう講談」新春特別興業！藤やんうれしーの限定イベントもあるよSP！                                                                                               | PASAR BASE (神奈川県)                                     |      |
| 2025/2/8(土)   | 水曜どうでしょう講談を大阪で！玉田玉山誕生日SP！藤やんうれしー玉田玉山２DAYSイベントその１                                                                                   | お笑いLIVE BAR 楽屋A(大阪府)                              |      |
| 2025/2/8(土)   | 水曜どうでしょうD陣と大阪で乾杯！藤やんうれしー玉田玉山2DAYSイベントその2 | 梅田Lateral(大阪府）                                      |      |
| 2025/2/9(日)   | 激闘！天満天神繁昌亭～玉田玉山繁昌亭出番～ | 天満天神繁昌亭(大阪府）                                   |      |
| 2025/3/20(木)  | 水曜どうでしょう講談！『珠玉のモノマネ』SP！〜東京「新作」ネタおろし定例会25年3月場所〜                                                                                      | 東海道かわさき宿交流館 (神奈川県)                         |      |
| 2025/3/30(日)  | 「与野党」演芸対決 横浜・春の陣 ～共産党落語vs自民党講談～ | Naked Loft Yokohama (神奈川県)                            | 政治 |
| 2025/4/12(土)  | 藤やんうれしー祭 in 埼玉！「昭和の水曜どうでしょう」＆「どうでしょう講談」をD陣と笑いながら観る会                                                                            | 八木橋百貨店 カトレアホール(埼玉県)                       |      |
| 2025/5/6(火)   | 水曜どうでしょう講談！還暦直前「魔神」SP！〜東京「新作」ネタおろし定例会25年5月場所〜                                                                                        | 渋谷区総合文化センター大和田 (東京都)                     |      |

### イベント
水曜どうでしょうキャラバン2023　ゲスト参加
- 2023/9/9 （土）10日（日） 宮城県・仙台市　 9/23（土） 岐阜県・可児市　 9/24（日） 滋賀県・東近江市　9/26（火） 福井県・あわら市

水曜どうでしょうキャラバン2024　ゲスト参加
- 2024/9/10（火）秋田県・八峰町 、9/12（木）山形県・大蔵村、9/14（土）福島県・楢葉町、9/15（日）茨城県・北茨城市、9/22（日）岐阜県・瑞浪市、9/24日（火）兵庫県・丹波篠山市

玉山noばぁ～
- 2024年に武蔵新城で始まった玉山をマスターとするバーイベントは2025/2/9には大阪へも展開[43]。